# Marathon van Antwerpen 2023
De Marathon van Antwerpen 2023 werd gelopen op zondag 22 oktober 2023. Het was de derde editie sinds het evenement niet meer verbonden was aan de Antwerp 10 miles, voor het eerst werd er naast de marathon en halve marathon ook een 8 km gelopen.
De marathon werd gewonnen door de Keniaan Vincent Rono (mannen) en de Belgische Joke Odeyn (vrouwen). Bij de mannen was Koen Naert, de Europees kampioen uit 2018, tempomaker voor het eerste deel van de wedstrijd.

## Uitslagen[2]

### Mannen
| Plaats | Naam              | Land      | Tijd    |
| ------ | ----------------- | --------- | ------- |
| Goud   | Vincent Rono      | Kenia     | 2:13.06 |
| Zilver | Filex Chemongesi  | Oeganda   | 2:14.12 |
| Brons  | John Langat       | Kenia     | 2:14.51 |
| 4      | Brian Kimurgor    | Kenia     | 2:24.31 |
| 5      | Wout Croonen      | België    | 2:30.32 |
| 6      | Noah Tirop        | Kenia     | 2:30.56 |
| 7      | Bart Janssen      | Nederland | 2:31.22 |
| 8      | Marnix Langeveld  | Nederland | 2:32.20 |
| 9      | Lorenz Hertoghs   | België    | 2:32.48 |
| 10     | Willard Bredewold | Nederland | 2:34.32 |

### Vrouwen
| Plaats | Naam                | Land      | Tijd    |
| ------ | ------------------- | --------- | ------- |
| Goud   | Joke Odeyn          | België    | 2:54.34 |
| Zilver | Hinke Schokker      | Nederland | 3:02.39 |
| Brons  | Liesbeth Leysen     | België    | 3:06.09 |
| 4      | Ilse De Bent        | België    | 3:07.19 |
| 5      | Mieke Dupont        | België    | 3:12.17 |
| 6      | Nathalie Devaux     | België    | 3:12.58 |
| 7      | Marthe Desmet       | België    | 3:13.08 |
| 8      | Astrid Steurs       | Finland   | 3:14.37 |
| 9      | Victor Van Rossum   | België    | 3:16.16 |
| 10     | Anne-Sophie Demanet | België    | 3:16.42 |

### Winnaars halve marathon en 8 km
| Afstand        | Geslacht | Naam                 | Land      | Tijd    |
| -------------- | -------- | -------------------- | --------- | ------- |
| Halve marathon | man      | Bram Eeckhout        | België    | 1:08.38 |
| Halve marathon | vrouw    | Anneke Vortmeier     | Duitsland | 1:14.05 |
| 8 kilometer    | man      | Stefan Van Den Broek | België    | 25.22   |
| 8 kilometer    | vrouw    | Zarah Steurbaut      | België    | 27.32   |

1980 ·
1981 ·
1982 ·
1983 ·
1984 ·
1985 ·
1986 ·
1987 ·
1988 ·
1989 ·
1990 ·
1991 ·
1992 ·
1993 ·
1994 ·
1995 ·
1996 ·
1997 ·
1998 ·
1999 ·
2000 ·
2001 ·
2002 ·
2003 ·
2004 ·
2005 ·
2006 ·
2007 ·
2008 ·
2009 ·
2010 ·
2011 · 
2012 ·
2013 ·
2014 ·
2015 ·
2016 ·
2017 ·
2018 ·
2019 ·
2020 ·
2021 ·
2022 ·
2023